# Albert Caraco
(Albert Caraco, Breviario del caos)
Albert Caraco (Costantinopoli, 8 luglio 1919 – Parigi, 7 settembre 1971) è stato un filosofo e scrittore uruguaiano-francese, di origine ebraico-turca e spagnola.
Nelle sue opere espresse un forte nichilismo e pessimismo, sotto la forma di una prosa elegante, aulica e raffinata.

## Biografia
(Albert Caraco, Post mortem)
Alberto Caraco, successivamente detto Albert con grafia francesizzata, figlio di José Caraco ed Elisa Melly Schwarz, nacque a Istanbul l'8 luglio 1919 (benché l'anagrafe francese riporti la data del 10 luglio), allora Costantinopoli capitale dell'Impero ottomano, da una ricca famiglia ebraica sefardita di lingua francese, franco-levantini installati in Turchia da quattro secoli, e trascorse un'infanzia cosmopolita tra Vienna, Praga e Berlino, conseguentemente agli spostamenti lavorativi del padre, procuratore di banca. La famiglia abbandona la Germania negli anni trenta e si stabilisce in Francia, a Parigi. Caraco frequenta il modesto Licèe Janson-de-Sailly. Desidera studiare medicina ma i genitori lo spingono verso l'École des Hautes Études Commerciales, dove si laurea in economia nel 1939. Parla già spagnolo e tedesco, e imparerà poi altre lingue, anche se la prediletta resterà la lingua madre, il francese, in cui scriverà d'ora in poi.
Prima della seconda guerra mondiale la famiglia, apolide, acquista la cittadinanza dell'Honduras e si trasferisce in Sud America, sfuggendo alle persecuzioni antisemite; si stabiliscono in Argentina e poi passando per il Brasile, in Uruguay. In questo periodo i Caraco si convertono per opportunità sociale dall'ebraismo al cattolicesimo, ma Albert si converte sinceramente e scrive poesie religiose, per poi abbandonare in seguito la fede. Caraco manterrà sempre la cittadinanza uruguaiana (non avendo chiesto la naturalizzazione, egli non aveva il passaporto francese). Nel 1941 pubblica due tragedie, Ines de Castro e I Martiri di Cordoba, edite a Rio de Janeiro, ed in seguito decide di dedicarsi principalmente alla saggistica e alla prosa filosofica.
Riceve vari premi e onorificenze per le sue opere. La famiglia ritorna a Parigi dopo il 1946, trovando un'Europa devastata, e nel 1949 il giovane Albert, che in questo periodo matura la propria visione del mondo negativa, viene premiato con il premio Edgar Poe per l'opera Le livre des combats de l'âme. Questo, tuttavia, sarà l'unico riconoscimento ufficiale che egli riceverà in Francia.
Misconosciuto dalla critica e dagli editori del tempo, i numerosi libri da lui pubblicati in vita non ebbero alcuna eco, forse per la violenza delle sue provocazioni, indirizzate contro le tradizionali convinzioni politiche e religiose. Le opere di Caraco vennero pubblicate principalmente in Svizzera per le edizioni "A la Baconnière" di Neuchâtel, e presso le edizioni "L'Age d'Homme" di Losanna, successivamente all'incontro con Vladimir Dimitrijevic. Molte uscirono solo postume.
Visse in completa solitudine, perfezionando la sua formazione culturale, che si riflette nel taglio classico della sua prosa vibrante e lucida. Malinconico, misantropo e introverso, la morte della madre nel 1963 peggiorò il suo "male di vivere", spingendolo però alla scrittura di Post mortem. Con lei, frivola e mondana, misogina verso le altre donne, possessiva e gelosa nei confronti del figlio che voleva "galantuomo" e a cui instillò la propria antisessualità, ebbe sempre un morboso rapporto di amore-odio. Su di lei scrisse anche Madame mère est mort ("La signora madre è morta"), poi confluito in Post mortem e su di lei modellerà la sua visione della figura femminile.

### Suicidio
(Post mortem, Adelphi, 1984, p. 35)
Caraco morì suicida a 52 anni, ingerendo barbiturici e al contempo impiccandosi (alcune fonti, come Franco Volpi, riportano overdose da barbiturici colpendosi poi alla gola con un'arma da taglio), presumibilmente il 7 settembre del 1971, il giorno dopo la morte del padre, nell'appartamento parigino al n. 34 di rue Jean-Giraudoux (oggi non più esistente e sostituito da un palazzo moderno). Tale decisione era premeditata e non frutto di una momentanea disperazione; più volte nei suoi diari Caraco aveva espresso la volontà di uccidersi («il signor padre dorme, come per imparare a morire, nella stanza a fianco, è l'ultimo legame che mi tiene attaccato a questo mondo e se un bel mattino non si svegliasse più, lo seguirei di buona grazia»), e tuttavia questo gesto sarà compiuto dopo la morte dei genitori, "per cortesia". I corpi furono rinvenuti l'11 settembre.
(da Post mortem, p. 99)

## Tematiche
(Breviario del caos, Adelphi, p.9)

### Nichilismo, gnosticismo e ateismo
Rappresentante di un "nichilismo oscuro" di tipo esistenziale, pessimista e antinatalista, imperniato sulla caducità, la tragicità, la caoticità in cui vive l'uomo moderno, Caraco descrive in toni "profetici" un mondo in piena decadenza, ove gli uomini per sopravvivere distruggono il loro pianeta e si sterminano a vicenda, fino a un futuro senza speranza. In lui sono presenti accenti anti-urbani, ambientali, simili all'ecologia profonda.
(da Breviario del Caos)
Eppure proprio la decadenza diventa una mistica della salvezza:
(ibidem)
Le religioni sono "cancri" che contribuiscono alla distruzione, assieme al consumismo e al capitalismo sfrenato:
È la morte il tema principale, da cui dipartono tutte le sue tesi.
Tra le influenze che caratterizzano il pensiero di Caraco va annoverato certamente lo gnosticismo moderno e un misoteismo alla Lovecraft (benché Caraco come Lovecraft si definisca ateo o agnostico indifferente, mancando in lui la prospettiva spiritualista e trascendente, e anti-monoteista), che infonde nell'autore una visione del mondo come degradazione, perdizione e caduta dell'uomo, creazione negativa o caos casuale dominato da volontà di vivere irrazionale.
(da Ma confession)
(da Breviario del caos)

La sua unica prospettiva escatologica è il nulla, l'uomo viene dal nulla e ad esso deve tornare: 
(Breviario del caos)
Caraco indica inoltre l'assenza di dolore e di distacco emotivo come obiettivi.
(Post mortem)

### La figura femminile
Benché lontanissimo dalle teologie femministe, Caraco scrive, rimpiangendo il paganesimo e, sotto l'influenza di Frazer, Graves e Bachofen, la religione matriarcale; immaginare un mondo futuro, in cui però non crede, popolato da donne in pace mentre l'umanità attuale si sarà tutta estinta o autodistrutta. Caraco caldeggia il ritorno della prostituzione sacra, promiscuità rituale, ierogamia, saturnali e adorazione dei simboli.
La figura femminile, verso cui riflette la propria misoginia e odio per la riproduzione ma anche le proprie speranze, riflette il rapporto con la sua stessa madre, è ambivalente come l'archetipo junghiano della Grande Madre, è salvezza e apocalisse, come si nota nell'opera seguente (seppur pubblicata prima) Post mortem: è la «"madre divoratrice" e la "Mater Gloriosa". Caraco la celebra come un sacerdote, conscio di essere stato mutilato sessualmente dalla dea. Ma quella mutilazione aveva segnato anche la sua iniziazione.»
(Madame mère est mort, poi in Post mortem)
Caraco tuttavia fu molto provato dalla malattia e dalla morte della madre che ringrazia per averlo protetto dal mondo e dalle altre donne.
Nelle ultime pagine del Breviario afferma che «noi usciremo dalla nostra Storia soltanto dopo averla esaurita e non la esauriremo se non mediante la nostra immolazione, tutto il mondo dovrà diventare un cimitero perché prevalga il cambiamento di sensibilità...»
(Breviario del caos)

Eppure la donna di Caraco resta idealizzata e irreale, la femminilità reale non è compresa filosoficamente (si intravede qui l'influenza di Weininger e Schopenhauer): 
(Post mortem)
Al contempo la sfera maschile non sfugge al severo giudizio di Caraco, anzi la maggioranza viene ritenuta spiritualmente inferiore.
Ma nemmeno il principio femminile salverà il mondo: Caraco conclude il suo Breviario senza dare alcuna speranza all'umanità.
La farsa è finita, comincia la tragedia, il mondo diventerà sempre più duro, più freddo, più cupo e più ingiusto, e, nonostante - il caos dilagante, sempre più metodico: anzi, è proprio l'unione della mentalità sistematica con il disordine a sembrarmi il suo carattere meno eccepibile, mai si vedranno più disciplina e più assurdità, più calcolo e più paradosso, insomma più problemi risolti, ma risolti inutilmente.»
(Breviario del caos)

### Pessimismo, elitismo, misantropia e altri temi filosofici
Importante per l'autore è anche la lettura della manualistica seicentesca, come ad esempio il più volte citato Baltasar Gracián, dal quale Caraco prende in prestito l'attitudine prudente e cortese, la necessità di vivere appartato e di dissimulare.
Per un certo verso, Caraco si può anche definire un dandy, vista la sua volontà di distinguersi e di creare - attraverso la ricercatezza linguistica, l'uso di arcaismi, avversione per la massa, nostalgia di epoche passate e la volontà di non "mischiarsi" al resto degli uomini - una propria dimensione indipendente e autosufficiente.

Numerose sono anche le influenze ciniche e stoiche che si trovano nella filosofia di Caraco, a partire dall'ideale del saggio come entità indipendente e come esempio di virtù ascetica e casta (l'idea di castità e continenza, in particolare l'antinatalismo, viene infatti ribadita a più riprese da Caraco, convinto che il mondo sia già eccessivamente popolato, e che dunque procreare sia dannoso e inutile). 
(A. Caraco, Post mortem, cit., p. 85)
(Breviario del caos)
(Ma confession, p. 27)
Caraco è collegabile allo stoicismo anche per l'idea del suicidio come atto naturale se razionalmente motivato, ad esempio dal fatto di aver esaurito il proprio compito o per non compromettere la propria integrità.
Caraco può essere paragonato a diversi autori simili: su tutti Louis-Ferdinand Céline (seppur su versanti politici diversi visto l'antisemitismo di quest'ultimo) ed Emil Cioran, per la "violenza compressa" che scaturisce nell'eleganza provocatoria dei suoi scritti. Cioran invece non stimava molto Caraco come filosofo, si disse "esasperato" dalle sue lodi e dediche; al contrario del franco-uruguaiano che lo ammirava, anche probabilmente per quella che giudicava mancanza di ironia e, secondo lui, di scetticismo sulle proprie posizioni, proclamate come verità nonostante si dichiarasse egli stesso scettico, e giudicandone le opere ben scritte ma vuote; può essere accostato anche ad Arthur Schopenhauer, Nicolás Gómez Dávila, Thomas Bernhard, Mainländer, Leopardi, Guido Ceronetti (ammiratore esplicito di Caraco), Drieu La Rochelle, Nietzsche (per il tono profetico e contestatorio dei valori comuni), Baudelaire, Celan, Camus (nella prima fase del suo pensiero) e ad altri scrittori e filosofi pessimisti oppure collegati alla rivoluzione conservatrice quali Spengler (si veda il suo testo Il tramonto dell'occidente) e Heidegger riguardo alla tematica esistenzialista dell'essere-per-la-morte.
Come alcuni di questi - Céline in particolare - Caraco mostra dei tratti politici reazionari, controrivoluzionari, fortemente misantropici, elitisti e conservatori; Caraco si definisce anche a favore della monarchia nonché "razzista e colonialista", e sostenitore dell'eugenetica. 
(Journal, 1969, p. 118)
Anticipa anche le idee che saranno espresse da Pascal Bruckner:
(Post mortem)
Ambiguo il suo rapporto con la Francia: fu grande ammiratore della storia francese passata, quanto ai limiti della francofobia nei confronti della Francia contemporanea (nata dalla rivoluzione francese, pur essendo benevolo verso Napoleone), specialmente dopo il 1830. Alcuni suoi passi paiono anche rimandare ad una sorta di anarchismo "distruttore" individualista alla Max Stirner o al nichilismo attivo del citato Nietzsche, come unica speranza di ricostruire un qualche temporaneo ordine, gli dèi morti con divinità nuove per la maggioranza.

### Le altre opere
Caraco è anche autore di saggi di diversa intonazione, riguardanti l'estetica, l'arte, la società e la filosofia della storia, come L'homme de lettres, L'uomo di mondo, Supplemento alla psychopathia sexualis (parodia e satira del testo scientifico di Richard von Krafft-Ebing), su cui si notano gli influssi letterari di Queneau, di Céline e del nichilismo amorale, determinista e libertino del marchese de Sade con una forte venatura anticlericale e iconoclasta, ma anche con ragionamenti filosofici simili, secondo i quali qualsiasi cosa si faccia, ci si pentirà, quindi non fare nulla o fare sono equivalente; perciò, contrariamente alla sua vita e ai suoi altri scritti sulla rinuncia, qua Caraco descrive implicitamente un libertinismo edonista come possibilità alternativa: 
(A. Caraco,  Supplemento alla psychopathia sexualis, "Caso 21")
(ibidem, "Caso 141")

## Ricezione dell'opera in italiano
Solamente cinque opere hanno avuto una traduzione italiana: Post mortem e Breviario del Caos pubblicati dalla casa editrice Adelphi, Supplemento alla psychopathia sexualis, pubblicato da ES, L'homme de lettres e L'uomo di mondo pubblicate da Guida.

## Opere principali
- Le livre des combats de l'âme (1949)
- L'école des intransigeants. Rébellion pour l'ordre (1952)
- Le désirable et le sublime. Phénoménologie de l'Apocalypse (1953)
- Foi, valeur et besoin, Paris 1957;
- Apologie d'Israël, vol. 1: Plaidoyer pour les indéfendables (1957), vol. 2: La marche à travers les ruines (1957)
- Huit essais sur le mal (1963, 1979)
- Le tombeau de l'histoire (1966, 1976)
- Les races et les classes (1967)
- Post mortem (1968), (Post mortem, trad. it. di Tea Turolla, Adelphi, Milano 1984)
- Le galant homme. Un livre de civilité (1967) (L'uomo di mondo, trad. di Pippo Vitiello, Napoli, Guida, 1993)
- La luxure et la mort: relations de l'ordre et de la sexualité (1968);
- L'ordre et le sexe (1970);
- Obéissance ou servitude? (1974)
- Ma confession, Lausanne (1975)
- L'homme de lettres: un art d'écrire (1975) (L'homme de lettres, a cura di Anita Tatone, Napoli, Guida, 1999)
- Bréviaire du chaos (1982) (Breviario del caos, trad. di Tea Turolla, Milano, Adelphi, 1998)
- Supplément à la «Psychopathia sexualis» (1983) (Supplemento alla Psychopathia sexualis, a cura di Anita Tatone Marino, Guida, Napoli 1991; trad. di Giulia Alfieri, Milano, ES, 2005)
- Ecrits sur la religion (1984)
- Semainier de l'incertitude (1994)